# سابليم تكست
محرر سابليم (بالإنجليزية: Sublime Text)‏ تنطق (بالعربية: صبلايم تكست) هو محرر الكود المصدري لعدة لغات برمجة وهو متعدد المنصات كتب بلغة بايثون سي++ المبرمج هو جون سكينر (Jon Skinner), يعمل على نظام ويندوز ولينكس وماك، أول إصدار كان بتاريخ 8 يناير 2008.

## مميزاته
- الوصول لأي شيء بسرعه مثل الملفات والرموز والسطور.
- «لوحة الاوامر» تستخدم أسلوب المطابقة لاستدعاء أو تنفيذ أي امر عن طريق لوحة المفاتيح وللوصول السريعة
- التحرير في وقت واحد بمعنى عمل نفس التغييرات في عدة مناطق مختارة متعددة
- مبني على مكتبات بيثون المساعدة
- من المشروعات المحدده وله خيارات
- قدره واسعة على التحكم بتعريفاته من خلال ملفات الاعدادات من النوع جيسون JESON ويشمل ذلك اعدادات خاصه بالمشروع project-specific واعدادات خاصه بالمنصة سابليم platform-specific settings
- متعدد المنصات بمعنى يستخدم مع ويندوز ولينكس وابل او اس اكس
- متوافق مع العديد من قواعد النحو للعديد من اللغات المبنيه تيكست مايت (محرر نصوص)

## الإصدار الثاني
سابليم الإصدار الثاني ظهر في 8 يوليو سنة 2013

## الإصدار الثالث
بدأ بنسخه تجريبيه في 29 يناير سنة 2013 وكان مجاني لمن قاموا بشراء الإصدار الثاني، وفي 28 يونيو 2013 أصبح ظهر لعامة الجمهور

## لغات البرمجة المدعومة
يدعم Sublime Text عدة لغات البرمجة أكشن سكربت، آبل اسكربت، صفحات خادم نشطة، ملف باتش، C، سي بلس بلس، C، كلوجر، صفحات الطرز المتراصة، D، ديف، إرلانج، غو، Graphviz (DOT)، Groovy، هاسكل (لغة برمجة)، لغة ترميز النص الفائق، جافا، صفحات خادم جافا، جافا سكريبت، جسون، لاتخ، ليسب، لوا، صنع، ماركداون، ماتلاب، سي-الكائنية، لغة كامل الموضوعية، بيرل، بي إتش بي، بايثون، R، Rails، تعبير نمطي، reStructuredText، روبي، درج، shell scripts (Bash)، إس كيو إل، تي سي إل، نسيج، لغة الترميز القابلة للامتداد، أكس أس أل، يامل ‏.

## وصلات خارجية
- الموقع الرسمي